# Tanmanjeet Singh Dhesi
Tanmanjeet Singh "Tan" Dhesi (født 17. august 1978 i Slough, Berkshire, England) er en britisk politiker og medlem af Underhuset for partiet Labour. Han er det første medlem af Underhuset med turban. Han blev i januar 2020 udpeget til Parlamentær Privatsekretær for oppositionslederen Jeremy Corbyn. Det ophørte, da Keir Starmer blev valgt som ny leder af Labour og dermed ny oppositionsleder. Han var fra maj 2011 til maj 2012 borgmester i Gravesham i Kent i England og den yngste sikh- borgmester i Europa.

## Karriere
Dhesi blev først valgt til lokalrådet i Gravesham Borough i 2007. I den periode sad han som medlem af skyggekabinettet, da det var det Konservative Parti, der havde flertal i rådet. Da han i maj 2011 blev genvalgt, og Labour fik flertal i lokalrådet, blev han enstemmigt valgt som borgmester, og sad til maj 2012. Han var den yngste sikhborgmester i Europa.
I 2015 stillede han op til parlamentsvalget som Labours kandidat i Gravesham-kredsen. Han fik 30,1% af stemmerne, men tabte til den Konservative kandidat, Adam Holloway, der fik 46,8%.
Han blev Storbritanniens første medlem af Underhuset, der bar turban og det første sikh medlem med den traditionelle hovedbeklædning, dastar, da han ved valget i 2017 blev valgt ind for Labour i Slough-kredsen.
Den 4. september 2019 kritiserede Dhesi påståede islamofobiske kommentarer af premierminister Boris Johnson, der skulle have sammenlignet muslimske kvinder med burka med "postkasser" og "bankrøvere". Han bad om en officiel undersøgelse om islamofobi i det Konservative Parti fra Johnson.

## Personligt liv
Dhesi blev født i Slough i England, men var en del i Punjab i Indien som barn og gik blandt andet i skole dér. Han er søn af Jaspal Singh Dhesi, der driver et byggefirma og er tidligere formand for gurdwaraen Guru Nanak Darbar Gurdwara i Gravesend i Kent, den største gurdwara i Storbritannien.
Han har studeret applied statistics på Keble College i Oxford og har en bachelorgrad i matematik med ledelsesstudier fra University College London samt en MA i filosofi og politik i Sydasien fra Fitzwilliam College i Cambridge.
Han er gift og har to sønner.